# Ephedra cutleri
Ephedra cutleri là một loài thực vật hạt trần trong họ Ephedraceae. Loài này được Peebles mô tả khoa học đầu tiên năm 1940.